# 崔忠植
崔忠植（韓語：최충식，1931年9月19日—2012年6月24日），韩国男子长跑运动员。他曾获得1954年亚洲运动会男子10000米金牌。他也曾参加1952年夏季奥运会和1956年夏季奥运会。